# Хенри ван де Велде
Хенри ван де Велде (хол. Henry van de Velde; Антверпен, 3. април 1863 — Цирих, 25. октобар 1957) био је белгијски сликар, архитекта и дизајнер.
Хенри ван де Велде заједно са Виктором Хортом сматра се оснивачем и репрезентантом Арт нувоа у Белгији, правца који је познат и под називом сецесија. За време своје каријере радио је углавном у Немачкој, при чему је имао одлучујући утицај на немачку архитектуру и дизајн почетком 20. века. Важну улогу је одиграо у Веркбунду и у Баухаусу. Од 1926–1936. био је професор на универзитету у Генту.

## Биографија
Ван де Велде је студирао сликарство у Антверпену под вођством Чарлса Верлата а у Паризу и код Карлоса- Дурана. Као млади сликар био је под утицајем Пола Сињака и Жоржа Сера и брзо је савладао стил неоимпресионизма. Године 1889. постао је члан Бриселске група „Les XX“. Откако је Винсент ван Гог излагао своје радове са овом групом Ван де Велде је постао један од првих уметника на којег је утицао овај холандијски сликар. У то време је надовезао трајно пријатељство са сликарем Тео ван Риселбергеом и вајарем Константином Меунирејером.
Године 1892. напустио је сликарство и заинтересовао се за ентеријерски дизајн и декорацију. Његов први пројекат је била његова властита кућа и инспирисао се енглеским стилом „Arts and Crafts“. Предложио је такође и уметничку галерију „L’Art Nouveau“ Самуела Бингса у Паризу 1895. године што је постао разлог за обележавање стила као Арт нуво.
Ван де Велдеов рад у области дизајна био је јако запажен у Немачкој за време правилних прегледа у „Inen- Dekoration“ што је проузроковало да му буду поверени пројекти ентеријера у Берлину. На прелому векова пројектовао је вилу Лојринг у Холандији и вилу Еше у Кемницу који представљају стил Арт нуове у архитектури. Предложио је такоде и преградњу музеја „Folkwang" u Hagenu (данас Карл Ернст Остхаус- Музеј) Године 1905. позван је у Вајмар ради оснивања школе „Arts and crafts“ претходника школа Баухаус која је после Првог светског рата заменика ову школу под водством Валтера Гропијуса. То је била нова школа, новог типа где су ђаци после једногодишње припреме били разврстани у специјалне атељеје где су радили на конкретним задацима. 1911. године су му пријатељи осигурали наруџбину зграде позоришта „Champ- Elisées“ у Паризу коју је он пројектовао као армиранобетонску зграду. Тек 1914. године успео је да постави позориште и то за 1. изложбу Веркбунда у Келну.
Ван де Велде иако Белгијанац одиграо је важну улогу у „German Werkbund“-у асоцијацији која се бавила пропагандом немачког дизајна и подупирање односа између индустрије и дизајнерима. 1914. године је био против мишљења Хермана Мутесиуса који је тражио стандардизацију у дизајну док је Ван де Велде тражио издизање индивидуалности појединих уметника.
За време Првог светског рата живео је Ван де Велде у Швајцарској и Холандији где је пројектовао „Kroller-Muller“ музеј у Отрелу а од године 1926–1936. био је професор на универзитету у Генту где је пројектовао универзитетску библиотеку која је названа „Boekentoren“ (кула књга).
Ван де Велдејева архитектура се карактерише одређеним пласичким схватањима и даје предност масивном камену или бетону пред челичним скелетом. За ово доба уобичајена биљна и фигуративна мотивација је често замењена заобљавањем форми које у поређењу са античким или ренесансним приступом делују утиском мекоће и растакања.

## Значај Ван де Велдеа
Значај Ван де Велдеа је у његовим делима из деведесетих година 1899. настањује се у Вајмару где води Академију примењених уметности. Он греди 1903. вилу Еше у Кемницу, 1904. Хоенхоф за Карла Ернста Остхауза у Хагену, исте године зграду Лојринг у Швенингену а 1905. Академију примењених уметности у Вајмару те још Ничеов архив у Вајмару 1903. године, пројектат позоришне зграде Димон 1903—1904. године, вилу високе тополе у Ерингсдорфу 1906—1907. и споменик физичару Абеу 1908—1911. 1914. године скреће пажњу на себе позориштем на изложби у Веркбунду. Каснија остварење овог архитекте су под утицајем умерне модерне архитектуре као и дела које су правили многе његове колеге у то време. Главна архитектонска остварења су му унутрашње уређење музеја у Хагену (1902), Уметничка школа у Вајмару (1906.) и позориште у Келну (1914.)

## Галерија
- вила Еше у Кемницу
- вила Еше у Кемницу
- вила Еше у Кемницу гаража
- Вила Хохенхоф у Хагену
- Вила Хохенхоф у Хагену
- Вила „Schulenburg“ у Гери
- његов предлог столице